# Русский барабанщик

Русский барабанщик белоголового окраса

Русский бараба́нщик / то́ркут / турко́т (укр.) — аборигенная порода голубей юга России и Украины. Относится к группе голубей барабанщиков (Trumpeters/Trommeltaube), отличающихся своеобразным воркованием, напоминающим барабанную дробь или звуки трубы.

## О породе
Русские барабанщики крупные активные и агрессивные птицы. Драчливость этих голубей можно считать породным признаком. Они неприхотливы, хорошо высиживают и успешно выкармливают своих птенцов. При регулярных тренировках могут летать со стаей гонных голубей.

## Голос
Помимо обычного воркования, свойственного всем голубям, барабанщики имеют ещё особенное воркование, состоящее из часто повторяющихся коротких звуков, напоминающих звук барабанов или работу тракторного двигателя. Каждый голубь имеет свой собственный тип воркования и их можно отличить друг от друга на слух. Про голубя, воркующего таким образом, говорят — торкутит. Отсюда и название породы — торкут. Чаще всего торкутят барабанщики на драку или же в гнезде, зовя голубку.

## История
Первое упоминание о русских барабанщиках относится к 1555 году. По всей видимости, предков барабанщиков следует искать в центральной Азии, где до сих пор популярны голуби с большой космой (оперением на ногах) и перьевыми украшениями на голове. Из России торкуты проникли в Европу, где, скрещиваясь с местными породами и бухарским барабанщиком, дали начало многим современным породам декоративных голубей. Некоторые из них потеряли присущий барабанщикам стиль воркования, но в их экстерьере до сих пор видна кровь торкутов. В нашей стране русских барабанщиков так же использовали при выведении некоторых пород. Общеизвестно, что русские чистые космачи были получены от скрещивания барабанщиков с русскими чистыми. Активно приливают кровь торкутов и к бойным голубям для усиления декоративности и увеличения длины перьев ног последних.
Порода выведена в конце XIX — начале XX века.

## Внешний вид
Русский барабанщик обладает ярким, запоминающимся экстерьером. В первую очередь привлекают к себе внимание сильно оперённые ноги. У хорошего барабанщика косма имеет вид двух тарелок, а длина перьев ног соперничает с длиной перьев крыла. Второй примечательной особенностью торкутов является перьевое украшение головы. Русский барабанщик может быть гладкоголовым, хохлатым и носочубым, но наиболее ценятся экземпляры с двумя чубами. Передний чуб может быть в виде розетки, свечки или простого завитка, но розетка всегда ценится выше. Задний хохол предпочтительнее широкий, от уха до уха, но не рыхлый, как у бухарского барабанщика. Может быть с завитками по краям и у некоторых особей переходит в гриву. Окрас торкутов не стандартизирован. Голуби могут иметь практически любой цвет и рисунок. Преобладают чёрные, сизые, красные и сиреневые окрасы в сочетании с белым, жёлтая масть практически не встречается. Цвета чаще не яркие, приглушённые. По чёрному перу может идти красный нацвет — горелость, а сиреневые и красные голуби могут иметь серый оттенок и чёрные пестрины. У красноокрашенных голубей иногда встречается неяркая светлая лента по краю хвоста и крыльев. Окрас может быть сплошной, белоголовый или щитковый, но большинство голубей имеет пёструю расцветку. Очень красивы торкуты тигрового окраса.
Для русского барабанщика характерно плотное прилегающее оперение. Рыхлое перо — признак примеси бухарского барабанщика. Голуби с рыхлым пером малоактивны и менее жизнеспособны.

## Особенности разведения
При разведении торкутов особое внимание надо уделять голосу, поскольку это сложнонаследуемый признак. Надо помнить, что не торкутящий барабанщик — не барабанщик.
Для получения наиболее качественного поголовья, гладкоголовых голубей следует паровать только с двучубыми, носочубых — с хохлатыми или двучубыми, а хохлатых с носочубыми или двучубыми. В этом случае даже если молодняк не будет иметь полное перьевое украшение, то он будет носителем необходимых генов. На племя необходимо отбирать только самых крупных и активных голубей. Одной из основных проблем ведения породы является измельчание. Поэтому, хоть голуби сами хорошо кормят своих птенцов, при возможности использования кормилок, им следует оставлять только одно яйцо.

## Похожие породы
Есть несколько пород, схожие с русским барабанщиком внешним видом:
- Чешский барабанщик
- Немецкий двучубый барабанщик
- Немецкий носочубый барабанщик
- Северо-кавказский бойный космач